# Henryk Iwaniec

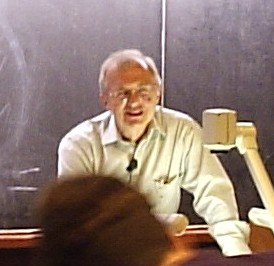
Henryk Iwaniec

Henryk Iwaniec (Elbląg, 9 oktober 1947) is een Pools-Amerikaanse wiskundige, die zich heeft gespecialiseerd op het gebied van de getaltheorie. Sinds 1987 is hij hoogleraar aan Rutgers University.

## Werk
In 1997 bewezen Iwaniec en de Canadese wiskundige John Friedlander de later naar hun genoemde stelling van Friedlander-Iwaniec. Deze stelling houdt in dat er oneindig veel priemgetallen bestaan van de vorm
{\displaystyle a^{2}+b^{4}}
Resultaten van zo'n algemene strekking werden voordien voor onmogelijk gehouden. De zeeftheorie, die door Iwaniec en Friedlander in combinatie met andere technieken in hun bewijs werd gebruikt, kan meestal geen onderscheid maken tussen priemgetallen en producten van twee priemgetallen. 

## Voetnoten
1. ↑  Friedlander, John, Iwaniec, Henryk (1997). Using a parity-sensitive sieve to count prime values of a polynomial. PNAS 94 (4): 1054–1058. PMID 11038598. PMC 19742.  Gearchiveerd van origineel op 10 november 2019. Geraadpleegd op 28 januari 2013. .